# Jan Åge Fjørtoft
Jan Åge Fjørtoft (født 10. januar 1967 i Ålesund, Norge) er en tidligere norsk fodboldspiller, der spillede som angriber hos adskillige europæiske klubber, samt for Norges landshold. Af hans klubber kan blandt andet nævnes Lillestrøm i hjemlandet, Rapid Wien i Østrig, engelske Swindon Town samt Eintracht Frankfurt i Tyskland.

## Landshold
Fjørtoft spillede over en periode på elleve år, mellem 1986 og 1996, 71 kampe for Norges landshold, hvori han scorede 20 mål. Han var en del af den norske trup til VM i 1994 i USA.